# 城原村
城原村（きばるむら）は、1954年3月31日まで大分県の南西部に存在した村。昭和の大合併により竹田市(旧)の一部となった。直入郡に所属した。

## 地理
- 河川：久住川[1]
- 山岳：木原山[1]

## 歴史
- 1889年（明治22年）4月1日、町村制の施行により、直入郡城原村、米納村、高伏村、下坂田村、小川村、福原村が合併して町制施行し、城原村が発足[1][2]。

- 1954年（昭和29年）3月31日 – 直入郡竹田町、玉来町、嫗岳村、菅生村、豊岡村、入田村、松本村、宮砥村。宮城村と合併して市制施行し竹田市が発足[1][2]。

### 地名の由来
木原村の古名、城原による。

## 産業
- 農業[1]